# Espinosa de Villagonzalo
Espinosa de Villagonzalo è un comune spagnolo di 247 abitanti situato nella comunità autonoma di Castiglia e León.